# レム色
レム色（レムいろ）は、渡辺剛太と唐沢拓磨からなる日本のお笑いコンビ。どちらも東京都出身で、東京都立西高等学校の同級生。所属芸能事務所はげんしじん事務所。2008年3月解散。

## プロフィール
渡辺剛太（わたなべ ごうた）
- 生年月日：1980年10月27日
- 血液型：O型
- 最終学歴：横浜国立大学教育人間科学部卒業
- 趣味：写真、ラジオを聞く事
- 特技：回文、野球

唐沢拓磨（からさわ たくま）
- 生年月日：1981年3月15日
- 血液型： O型
- 最終学歴：東京大学教養学部中退
- 趣味：散歩
- 特技：競歩、ラケットボール

## 概要
2002年、唐沢が渡辺を誘いコンビ結成。大学の卒業が決まっていた渡辺は最初、一浪したため当時大学3年生だった唐沢に気を遣い「卒業まで待つ」と言ったが、唐沢はすでに中退していた。
当初はコントなども行っていたが、渡辺の特技である回文ネタが徐々にウケだし、回文ネタでM-1グランプリの準決勝にまで進出して、それ以後は主に回文ネタとなる。「右手バテ気味」などの自分たちで考えた回文とそのイラストの描かれた画用紙を持ち、コントを前フリとして、渡辺→唐沢の順に回文を読み上げる。回文ネタの絵は自分で描いているがエンタの神様出演時には番組で用意されたイラストを使用していた。
『笑いの金メダル』の「勝ち抜きワンミニッツショー!」では番組レギュラーのくりぃむしちゅーやMie、安田大サーカスなどのネタを披露するが、若井おさむに敗れた。ちなみに、若井おさむも同じく『機動戦士ガンダム』に登場する衣装だった。
ちなみにレム色のコンビ名の由来は、当時昼まで寝ていた生活からレム睡眠の『レム』・当時流行っていたゆずの『夏色』から『色』を取ったものである。
2008年3月24日に解散を発表。『フラッシュエキサイティング』（光文社）2008年5月5日号の取材がレム色としての最後の仕事になった。渡辺は翌2009年からスポーツニッポン新聞社に入社、東京本社編集センターや福島支局を経て2014年10月よりプロ野球担当記者となった。転職後も記事の見出しにて回文を使うことがある。その後スポーツニッポン新聞社を退社し、作家に転身。主な著作に『え、この声 え?この声 え、この声』がある。
唐沢はピンで『ぐたく』名義で活動。後にげんしじん事務所を退所してフリーで活動していたが、しばらくして活動が見られなくなり、2022年時点で消息は不明となっている。

## 芸歴
- 2003年1月 コンビ結成
- 2004年5月 げんしじん事務所に所属
- 2008年3月 解散

## テレビ・ラジオ
2004年
- シティテレビ中野「ゴー!ゴー!!5チャンネル」
- CS スカイ・A「M-1グランプリ2004敗者復活戦完全生中継」
- SBCラジオ（信越放送）「おいしいワイド!?まるさか亭Xマススペシャル」

2005年
- 文化放送「吉田照美のやる気MANMAN!」
- テレビ朝日「全国一斉○○テスト 芸人雑学王No.1決定戦!!スペシャル」予選
- 日本テレビ「エンタの神様」 キャッチコピーは「言葉の逆立ち戦士」
- NHK総合「爆笑オンエアバトル」戦績8勝4敗 最高481KB
- NHK BS-2「あなたと作る時代の記録 映像の戦後60年」
- NHK ハイビジョン「あなたと作る時代の記録 映像の戦後60年」
- 文化放送「辻よしなり ラジオグラフィティ」
- シティテレビ中野「ゴー!ゴー!!5チャンネル」

2006年
- テレビ朝日「笑いの金メダル」
- TBS「E娘!」 (2006年9月7日)

2007年
- 日本テレビ「ぐるぐるナインティナイン」

## 雑誌・新聞
- エンターブレイン「お笑いTYPHOON! JAPAN」 連載「レム色のマサカサカサマ」、「回文レシピ」
- 「中日スポーツ」

## 携帯サイト
- EZチャンネル「笑って？神様！」
- いろメロ「お笑いラジオ」

## 写真展
- 「M-1グランプリ写真展in志摩スペイン村」（2005年3月26日～4月3日）終了
- 「M-1グランプリ展inクールス・モール」（2005年4月29日～5月8日）終了
- 「M-1グランプリ展inデックス東京ビーチ」（2005年6月11日～6月24日）終了
- 「M-1グランプリ展inイオン新居浜SC」（2005年7月21日～7月26日）終了

## 著書
- 宝島社「マサカサ文全部サカサマ？」
- コアマガジン「お買い得のクドイ顔 -レム色の回文-」

## DVD
- グレードコミュニケーション「お笑いスター（予定）名鑑」4
- YOSHIMOTO WORKS (R and C) 「M-1グランプリ2004」